# モデルドリームズ
『モデルドリームズ』（Model Dreams）は、ヒロ宮本 原作のモデルのサクセスストーリー。
2020年に舞台化。2020年8月29日（土）・30日（日）に愛知県芸術劇場で公演予定だったが、コロナウイルス感染拡大のため2020年11月7日（土）・8日（日）に延期して公演。2021年5月3日（月･祝）・4日（火・祝）に東京公演が予定されていたが、8月の名古屋公演に延期された。2021年8月28日・29日に公演された舞台では新しいキャラクター伝説のモデルKoheiとリューキが登場。千秋楽には2022年に漫画連載化が発表された

## 続編
- 2021年　5月モデルドリームズ東京公演　ファッションショー編（桜井凛）　コロナウイルス蔓延のため中止
- 2021年　8月モデルドリームズ名古屋公演　ファッションショー編（桜井凛）
- 2022年　モデルドリームズ東京公演　ファッションショー編（桜井凛）

## 楽曲
主題歌　届け！みんなのDream＆Hope
作詞　ヒロ宮本
作曲　T・Fujiyama
挿入歌　ハレルヤ・ネットワーク
作詞　白井舞
作曲　龍崎一
A Dream is a Wish Your Heart Makes
作詞・作曲　マーク・デイヴィッド・ジェリー・リヴィングストン・アル・ホフマン
Strong：Lyrics Theme from Disney's Cinderella
歌　ソンナ・レレ
The Greatest Show
作詞・作曲Benj Pasek  Justin Paul Ryan Lewis
歌　Hugh Jackman

## 2021年名古屋公演
キャスト
主人公　桜井凛役：岩田美咲 / 野村羽芽
講師　薬師寺ひろみ役：芳本美代子
メンズモデル　Kohei役：小坂涼太郎
メンズモデル　リューキ役：杉本海凪
プロデューサー　宮野博丸役：野村宏伸
会場
2021年8月28日（土）・29日（日）
愛知県芸術劇場　小ホール

## 2020年名古屋公演
キャスト
主人公　桜井凛役：岩田美咲 / 井尾心美　
講師　薬師寺ひろみ役：杉本彩
プロデューサー　宮野博丸役：吉岡毅志
会場
2020年11月7日（土）・8日（日）
名古屋市芸術創造センター

## スタッフ
- 原作・脚本：ヒロ宮本
- 脚色：清水清隆
- 演出：清水清隆
- 舞台監督：長野友佳
- プロデューサー：林克吉
- 音楽：H・M　Tak Music
- キャラクター・デザイン：nico
- 美術：ステージクラフト三舞
- 照明：XeroLights株式会社
- 音響：株式会社ガレッジ
- 映像：+Bright
- モデル指導：la chou chou　眞鍋麻衣子
- デザイン：佐藤デザイン事務所
- 協賛：ダイドードリンコ株式会社
- 衣装協力：マイスタイリスト
- エグゼクティブプロデューサー：ヒロ宮本
- 制作：一般社団法人日本ジュニアウォーキング協会